# 多氣郡
多氣郡（日语：／ Taki gun */?）為位於日本三重縣中部的郡。
現轄有以下3町：
- 明和町
- 多氣町
- 大台町

在1879年實施郡區町村編制法時的轄區還包括現在的松阪市東北部櫛田川河口以東的區域。

## 歷史
過去在令制國時代屬於伊勢國，最初漢字寫作「竹郡」，後來才改使用發音接近的「多氣郡」。
最初在8世紀時為神宮所領有的神郡，也是最早的神郡之一，到12世紀伊勢神宮在伊勢國內共多達八個郡，被合稱為「神八郡」，其中多氣郡及周邊幾個距離伊勢神宮較近的三個郡又被合稱為「神三郡」或「道後三郡」；但在14世紀南北朝時代後，伊勢神宮對神郡的實際支配能力逐漸降低，實際上管轄的只剩下包含度會郡在內的神三郡，在北畠氏在伊勢國崛起後，神三郡也淪為伊勢神宮名義上的領地，實際上則是由北畠氏所支配。
江戶時代後，除了位於東北部現在松阪市、明和町的區域分屬津藩、吹上藩、鳥羽藩、一宮藩及伊勢神宮領以外，其餘地區則大多屬於紀州德川家紀州藩的領地。
1868年明治維新後日本新政府將多氣郡內原屬伊勢神宮和一宮藩的區域先後改隸屬新設立的度會府（後又改為度會縣）；1871年廢藩置縣後，其他區域則改隸屬和歌山縣、津縣、吹上縣和鳥羽縣；不過在1872年的第一次府縣整併後，多氣郡內的全數區域被劃入度會縣，1876年第二次府縣整併後再被併入三重縣。
1879年實施郡區町村編製法時，正式設置近代的行政區劃「多氣郡」，並在相可村（位於現在的多氣町）設置郡役所。

### 沿革

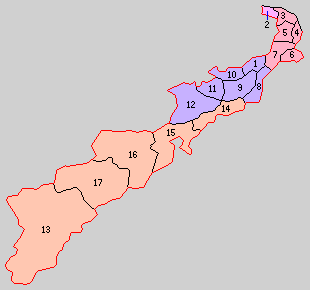
1889年多氣郡轄下的行政區劃：
1.相可村、2.東黑部村、3.下御糸村、4.大淀村、5.上御糸村、6.明星村、7.齋宮村、8.西外城田村、9.佐奈村、10.津田村、11.丹生村、12.五谷村、13.大杉谷村、14.川添村、15.三瀨谷村、16.荻原村、17.領內村
（桃色：現屬松阪市、紫：現屬多氣町、紅：現屬明和町、橙：現屬大台町）

- 1889年4月1日：實施町村制，多氣郡下設：相可村（日语：相可町）、東黑部村（日语：東黒部村）、下御糸村（日语：下御糸村）、大淀村（日语：大淀町 (三重県)）、上御糸村（日语：上御糸村）、明星村（日语：明星村）、齋宮村（日语：斎宮村）、西外城田村（日语：西外城田村）、佐奈村（日语：佐奈村）、津田村（日语：津田村 (三重県)）、丹生村（日语：丹生 (多気町)）、五村、大杉谷村（日语：大杉谷村 (三重県)）、川添村（日语：川添村 (三重県)）、三瀨谷村（日语：三瀬谷町）、荻原村（日语：荻原村 (三重県)）、領內村（日语：領内村 (三重県)）。（17村）
- 1897年9月1日：實施郡制（日语：郡制）。
- 1919年6月20日：相可村改制為相可町（日语：相可町）。（1町16村）
- 1923年4月1日：廢除郡會和郡參事會。
- 1924年2月11日：大淀村改制為大淀町（日语：大淀町 (三重県)）。（2町15村）
- 1926年7月1日：廢除郡役所，此後郡不再作為行政區劃，只作為地名的表示。
- 1953年4月1日：三瀨谷村改制為三瀨谷町（日语：三瀬谷町）。（3町14村）
- 1954年10月15日：東黑部村被併入松阪市。（3町13村）
- 1955年3月31日：相可町、佐奈村、津田村合併為多氣町。（3町11村）
- 1955年4月1日：大淀町、上御糸村、下御糸村合併為三和町（日语：三和町 (三重県)）。[2]（3町9村）
- 1955年4月15日：（3町7村）
  - 齋宮村、明星村合併為齋明村（日语：斎明村）。[2]
  - 五村、丹生村合併為勢和村（日语：勢和村）。
- 1955年8月1日：松阪市的上出江地區和下出江地區被併入勢和村。
- 1956年5月3日：荻原村、領內村合併為宮川村（日语：宮川村 (三重県)）。（3町6村）
- 1956年9月30日：三瀨谷町、川添村合併為大台町。（3町5村）
- 1958年9月3日：三和町、齋明村合併為神鄉町，同日又更名為明和町。[2]（3町4村）
- 1959年1月10日：宮川村和大杉谷村合併為新設立的宮川村。（3町3村）
- 1959年4月15日：西外城田村被併入多氣町。（3町2村）
- 2006年1月1日：多氣町和勢和村合併為新設立的多氣町。[3]（3町1村）
- 2006年1月10日：大台町和宮川村合併為新設立的大台町。（3町）

### 變遷表
| 1889年4月1日 | 1889年 - 1912年 | 1912年 - 1944年            | 1945年 - 1954年             | 1955年 - 1989年            | 1955年 - 1989年                              | 1989年 - 現在                                | 現在                                         |
| ------------ | --------------- | -------------------------- | --------------------------- | -------------------------- | -------------------------------------------- | -------------------------------------------- | -------------------------------------------- |
| 東黑部村     | 東黑部村        | 東黑部村                   | 1954年10月15日 併入松阪市   | 1954年10月15日 併入松阪市  | 1954年10月15日 併入松阪市                    | 2005年1月1日 合併為松阪市                    | 2005年1月1日 合併為松阪市                    |
| 相可村       | 相可村          | 1919年6月20日 改制為相可町 | 1919年6月20日 改制為相可町  | 1955年3月31日 合併為多氣町 | 1955年3月31日 合併為多氣町                   | 2006年1月1日 合併為多氣町                    | 2006年1月1日 合併為多氣町                    |
| 佐奈村       |                 |                            |                             | 1955年3月31日 合併為多氣町 | 1955年3月31日 合併為多氣町                   | 2006年1月1日 合併為多氣町                    | 2006年1月1日 合併為多氣町                    |
| 津田村       |                 |                            |                             | 1955年3月31日 合併為多氣町 | 1955年3月31日 合併為多氣町                   | 2006年1月1日 合併為多氣町                    | 2006年1月1日 合併為多氣町                    |
| 西外城田村   | 西外城田村      | 西外城田村                 | 西外城田村                  | 西外城田村                 | 1959年4月15日 併入多氣町                     | 2006年1月1日 合併為多氣町                    | 2006年1月1日 合併為多氣町                    |
| 丹生村       | 丹生村          | 丹生村                     | 丹生村                      | 1955年4月15日 勢和村       | 1955年4月15日 勢和村                         | 2006年1月1日 合併為多氣町                    | 2006年1月1日 合併為多氣町                    |
| 五村         |                 |                            |                             | 1955年4月15日 勢和村       | 1955年4月15日 勢和村                         | 2006年1月1日 合併為多氣町                    | 2006年1月1日 合併為多氣町                    |
| 下御糸村     | 下御糸村        | 下御糸村                   | 下御糸村                    | 1955年4月1日 合併為三和町  | 1958年9月3日 合併為神鄉町 同日又更名為明和町 | 1958年9月3日 合併為神鄉町 同日又更名為明和町 | 1958年9月3日 合併為神鄉町 同日又更名為明和町 |
| 大淀村       | 大淀村          | 1924年2月11日 改制為大淀町 | 1924年2月11日 改制為大淀町  | 1955年4月1日 合併為三和町  | 1958年9月3日 合併為神鄉町 同日又更名為明和町 | 1958年9月3日 合併為神鄉町 同日又更名為明和町 | 1958年9月3日 合併為神鄉町 同日又更名為明和町 |
| 上御糸村     |                 |                            |                             | 1955年4月1日 合併為三和町  | 1958年9月3日 合併為神鄉町 同日又更名為明和町 | 1958年9月3日 合併為神鄉町 同日又更名為明和町 | 1958年9月3日 合併為神鄉町 同日又更名為明和町 |
| 明星村       | 明星村          | 明星村                     | 明星村                      | 1955年4月15日 合併為齋明村 | 1958年9月3日 合併為神鄉町 同日又更名為明和町 | 1958年9月3日 合併為神鄉町 同日又更名為明和町 | 1958年9月3日 合併為神鄉町 同日又更名為明和町 |
| 齋宮村       |                 |                            |                             | 1955年4月15日 合併為齋明村 | 1958年9月3日 合併為神鄉町 同日又更名為明和町 | 1958年9月3日 合併為神鄉町 同日又更名為明和町 | 1958年9月3日 合併為神鄉町 同日又更名為明和町 |
| 大杉谷村     | 大杉谷村        | 大杉谷村                   | 大杉谷村                    | 大杉谷村                   | 1959年1月10日 合併為宮川村                   | 2006年1月10日 合併為大台町                   | 2006年1月10日 合併為大台町                   |
| 荻原村       | 荻原村          | 荻原村                     | 荻原村                      | 1956年5月3日 合併為宮川村  | 1959年1月10日 合併為宮川村                   | 2006年1月10日 合併為大台町                   | 2006年1月10日 合併為大台町                   |
| 領內村       |                 |                            |                             | 1956年5月3日 合併為宮川村  | 1959年1月10日 合併為宮川村                   | 2006年1月10日 合併為大台町                   | 2006年1月10日 合併為大台町                   |
| 川添村       | 川添村          | 川添村                     | 川添村                      | 1956年9月30日 合併為大台町 | 1956年9月30日 合併為大台町                   | 2006年1月10日 合併為大台町                   | 2006年1月10日 合併為大台町                   |
| 三瀨谷村     | 三瀨谷村        | 三瀨谷村                   | 1953年4月1日 改制為三瀨谷町 | 1956年9月30日 合併為大台町 | 1956年9月30日 合併為大台町                   | 2006年1月10日 合併為大台町                   | 2006年1月10日 合併為大台町                   |